# Rade Bogdanović
Rade Bogdanović (serbisch-kyrillisch Раде Богдановић; * 21. Mai 1970 in Sarajevo) ist ein ehemaliger Fußballprofi. Bogdanović war ein Stürmer und ist bekannt aus seiner Spielzeit bei Werder Bremen.

## Laufbahn
Bogdanović startete seine Fußballkarriere 1987 mit 17 Jahren bei FK Željezničar Sarajevo, bevor er zur Saison 1992/93 in die südkoreanische K-League zu den Pohang Steelers wechselte. Nach vier Jahren verließ er den Verein gen Japan zu JEF United Ichihara, wo er nur eine Saison spielte. Zur Saison 97/98 wechselte er zu Atlético Madrid, wo er jedoch den Hauptteil der Saison zu NAC Breda verliehen wurde. Somit wechselte er zur Saison 98/99 von Atlético Madrid für 1.350.000 DM nach Bremen. In seinen fünf Jahren in der Fußball-Bundesliga schoss er 15 Tore in 75 Spielen. Seiner vorletzte Station war Arminia Bielefeld, er blieb dort jedoch torlos. Zuletzt spielte er für Al Wahda (Abu Dhabi). Im Sommer 2005 trat Bogdanović im Alter von 35 Jahren vom Profifußball zurück.

## Erfolge
Bogdanovićs größter Erfolg war der Gewinn des DFB-Pokals 1999 mit Werder Bremen.